# Élections générales britanniques de 1987
Les élections générales britanniques de 1987 se tiennent le 11 juin afin d'élire les 650 membres de la Chambre des communes. Il s'agit de la troisième victoire électorale consécutive pour le Parti conservateur mené par Margaret Thatcher, ce qui constitue une première nationale, tous partis confondus, depuis la triple victoire de Robert Jenkinson au XIXe siècle.

## Sondages

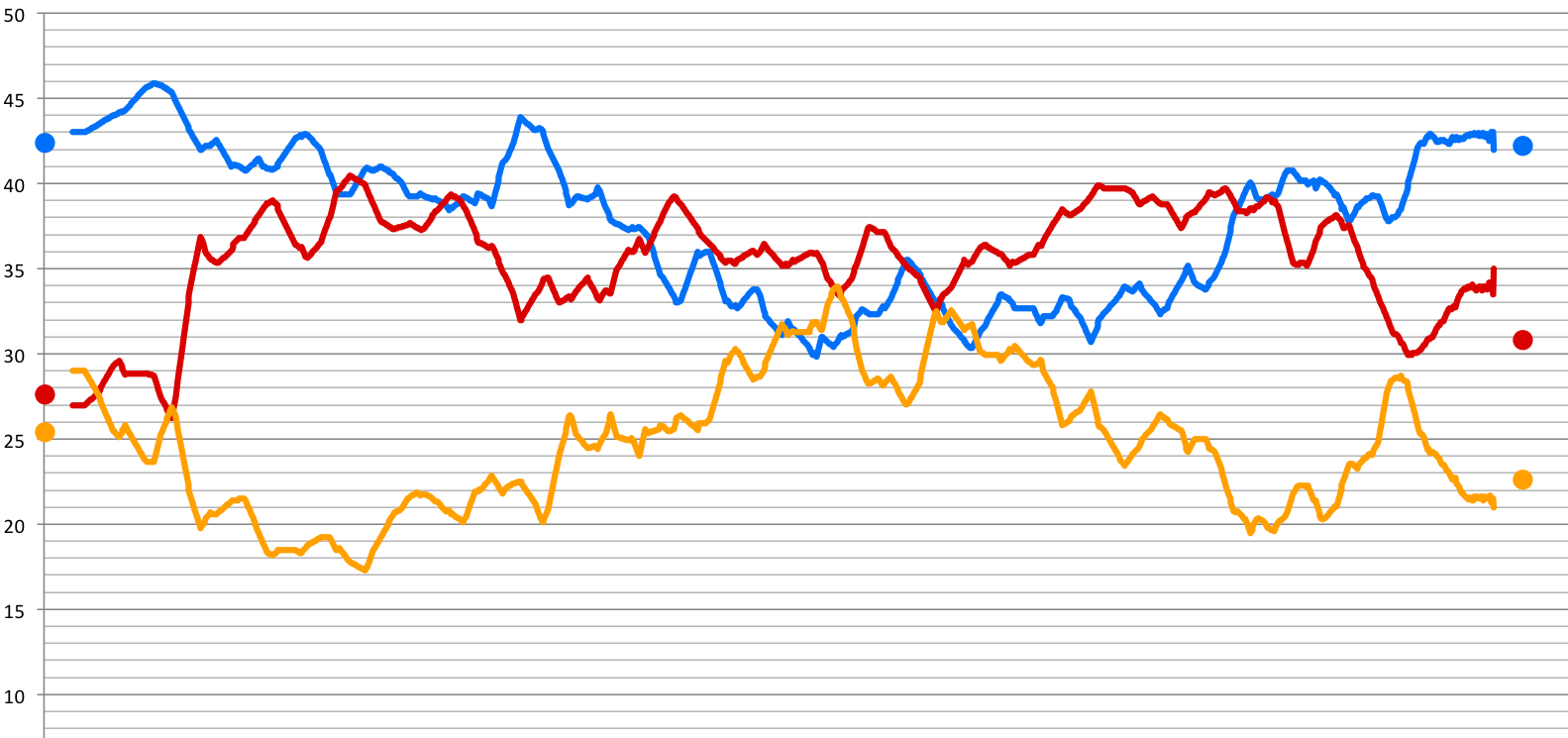
Intentions de votes

## Résultats
| Inscrits                               | Inscrits                  | Inscrits                                                   | 43 181 321 |             |                       |                       |
| Abstentions                            | Abstentions               | Abstentions                                                | 10 649 628 | 24,66 %     |                       |                       |
| Votants                                | Votants                   | Votants                                                    | 32 531 693 | 75,34 %     |                       |                       |
|                                        |                           |                                                            |            |             |                       |                       |
| Bulletins enregistrés                  | Bulletins enregistrés     | Bulletins enregistrés                                      | 32 531 693 |             |                       |                       |
| Bulletins blancs ou nuls               | Bulletins blancs ou nuls  | Bulletins blancs ou nuls                                   | 2 115      | 0,01 %      |                       |                       |
| Suffrages exprimés                     | Suffrages exprimés        | Suffrages exprimés                                         | 32 529 578 | 99,99 %     | 650 sièges à pourvoir | 650 sièges à pourvoir |
|                                        |                           |                                                            |            |             |                       |                       |
| Liste                                  | Tête de liste             | Fonction                                                   | Suffrages  | Pourcentage | Sièges acquis         | Var.                  |
| Parti conservateur                     | Margaret Thatcher         | Premier ministre du Royaume-Uni Chef du Parti conservateur | 13 736 395 | 42,23 %     | 375 / 650             | −22                   |
| Parti travailliste                     | Neil Kinnock              | Chef du Parti travailliste Chef de l'opposition officielle | 10 029 807 | 30,83 %     | 229 / 650             | +20                   |
| Alliance (en)                          | David Steel et David Owen |                                                            | 7 341 633  | 22,57 %     | 22 / 650              | −1                    |
| Parti unioniste d'Ulster               | James Molyneaux           |                                                            | 276 230    | 0,85 %      | 9 / 650               | −2                    |
| Parti national écossais                | Gordon Wilson             |                                                            | 416 473    | 1,28 %      | 3 / 650               | +1                    |
| Parti social-démocrate et travailliste | John Hume                 |                                                            | 154 067    | 0,47 %      | 3 / 650               | +2                    |
| Plaid Cymru                            | Dafydd Wigley             |                                                            | 123 599    | 0,38 %      | 3 / 650               | +1                    |
| Parti unioniste démocrate              | Ian Paisley               |                                                            | 85 642     | 0,26 %      | 3 / 650               | =                     |
| Sinn Féin                              | Gerry Adams               |                                                            | 83 389     | 0,26 %      | 1 / 650               | =                     |
| Speaker                                | Bernard Weatherill        | Président de la Chambre des communes du Royaume-Uni        | 24 188     | 0,07 %      | 1 / 650               | =                     |
| Ulster Popular Unionist Party (en)     | James Kilfedder           |                                                            | 18 420     | 0,06 %      | 1 / 650               | =                     |
| Autres listes                          | Néant                     |                                                            | 239 735    | 0,74 %      | 0 / 650               |                       |